# Gestreepte eendemossel
De gestreepte eendemossel (Conchoderma virgatum) is een rankpootkreeftensoort uit de familie van de eendenmosselen (Lepadidae). De wetenschappelijke naam van de soort is voor het eerst geldig gepubliceerd in 1789 door Spengler. Het is een pelagische soort die voorkomt in open water in de meeste oceanen van de wereld, gehecht aan drijvende objecten of mariene organismen.

## Beschrijving
De gestreepte eendemossel is een kreeftachtige met het uiterlijk van schelpdier. Het heeft een flexibele, afgeplatte, schaalloze peduncle (steel) die is bevestigd aan een stevig oppervlak, en een capitulum (lichaam) met vijf gladde, vierzijdige platen, ver van elkaar gescheiden en niet duidelijk afgebakend van de steel. De totale lengte van deze eendemossel is ongeveer 70 mm, waarvan de helft de steel. Over het algemeen is de kleur grijs, maar er zijn enkele donkere paarsbruine lengtestrepen zichtbaar.